# Парковый проспект (Оренбург)
Па́рковый проспе́кт — проспект в городе Оренбурге.

## История
Назван в 1937 году. Название отражает соседство с тремя парками (парк «Тополя», сквер им. 4 Апреля, Железнодорожный парк им. Ленина, сквер им. Соловецких Юнг). В 1952—1961 годах носил название проспект Сталина.

## Расположение
Проспект начинается в районе Дома Советов и тянется на 1,7 км на северо-запад.

## Объекты
Проспект богат архитектурными памятниками и достопримечательностями. Среди них:
- Оренбургский муниципальный камерный хор, Парковый просп., 2,
- Караван-сарай
- Оренбургский Неплюевский кадетский корпус
- Оренбургский государственный медицинский университет (ОрГМУ), 3 корпус
- Кинотеатр «Космос»
- ДКЖ «Экспресс», Парковый просп., 15
- 3 парка и 1 сквер

## Галерея

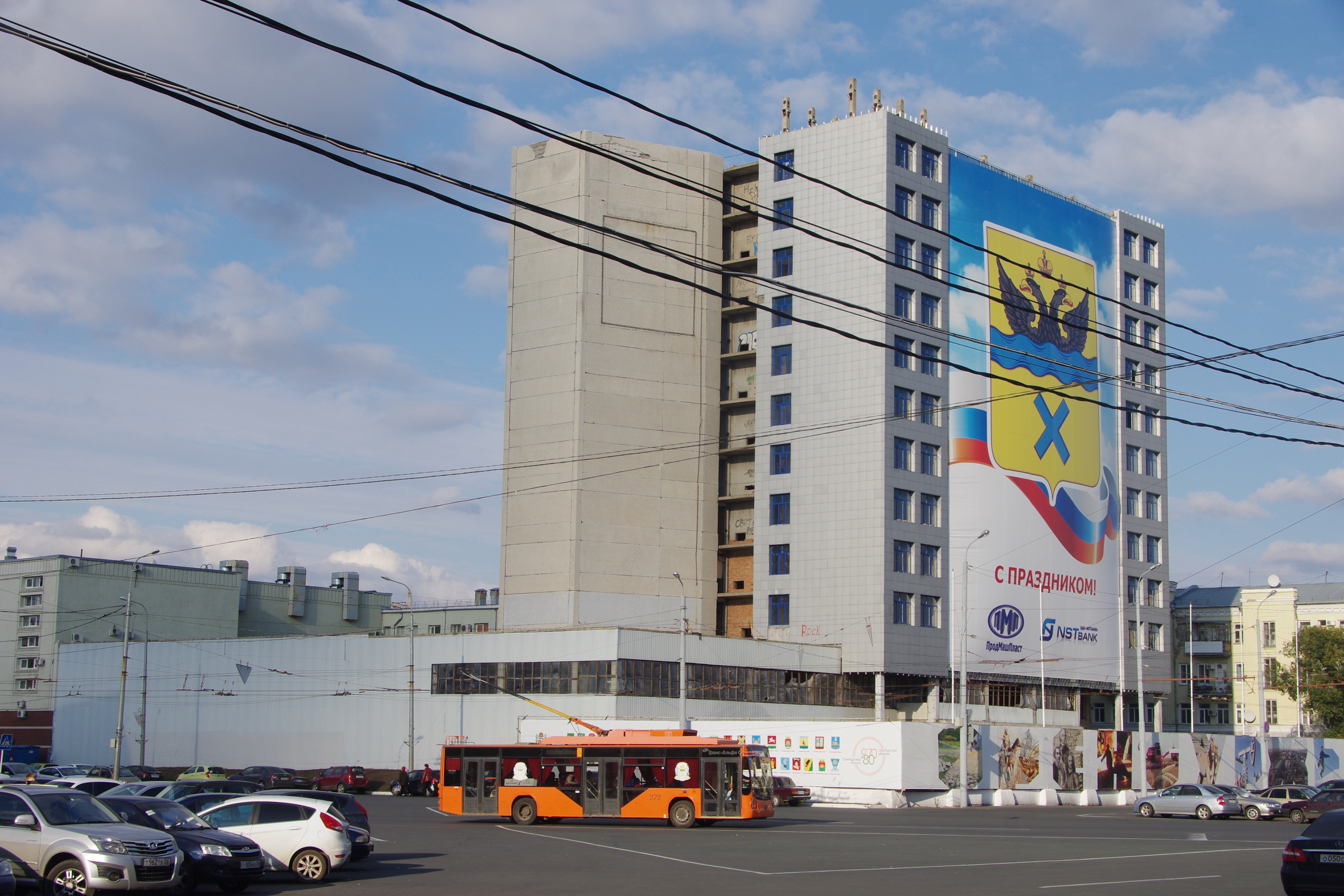
Начало Паркового проспекта у Дома Совета (слева)
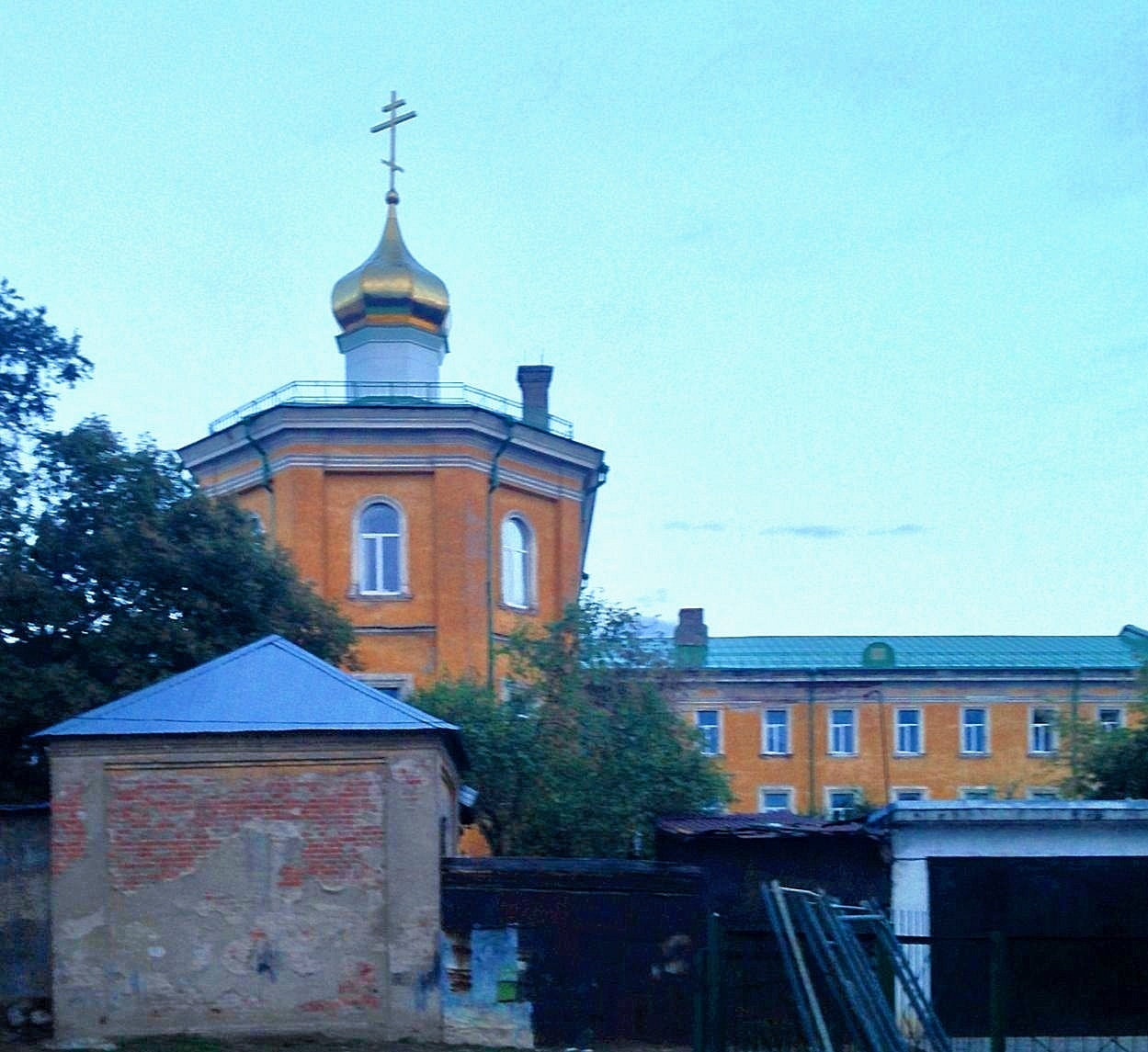
Оренбургский Неплюевский кадетский корпус (главное здание). Парковый просп., 7
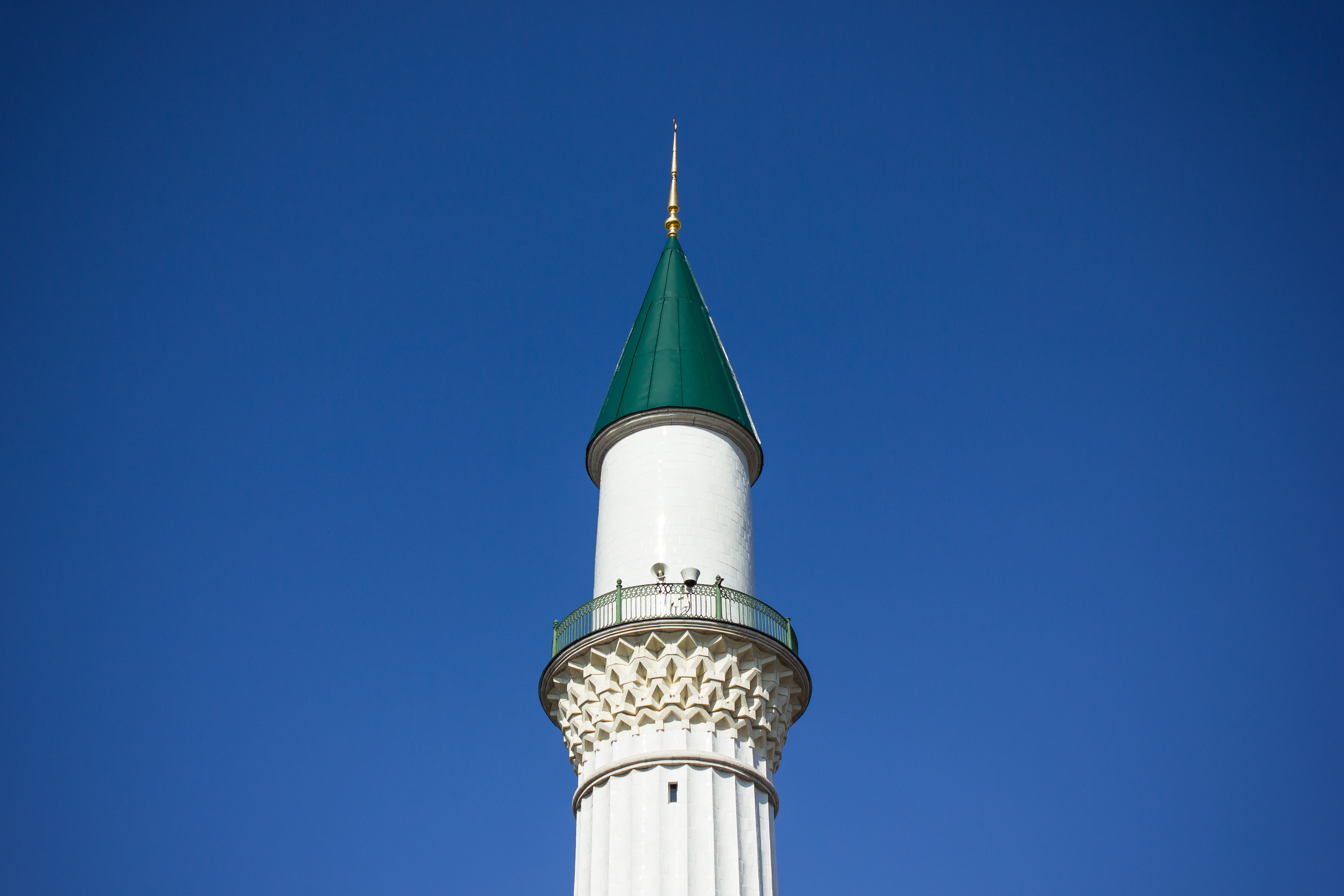
Караван-сарай, Парковый просп., 6
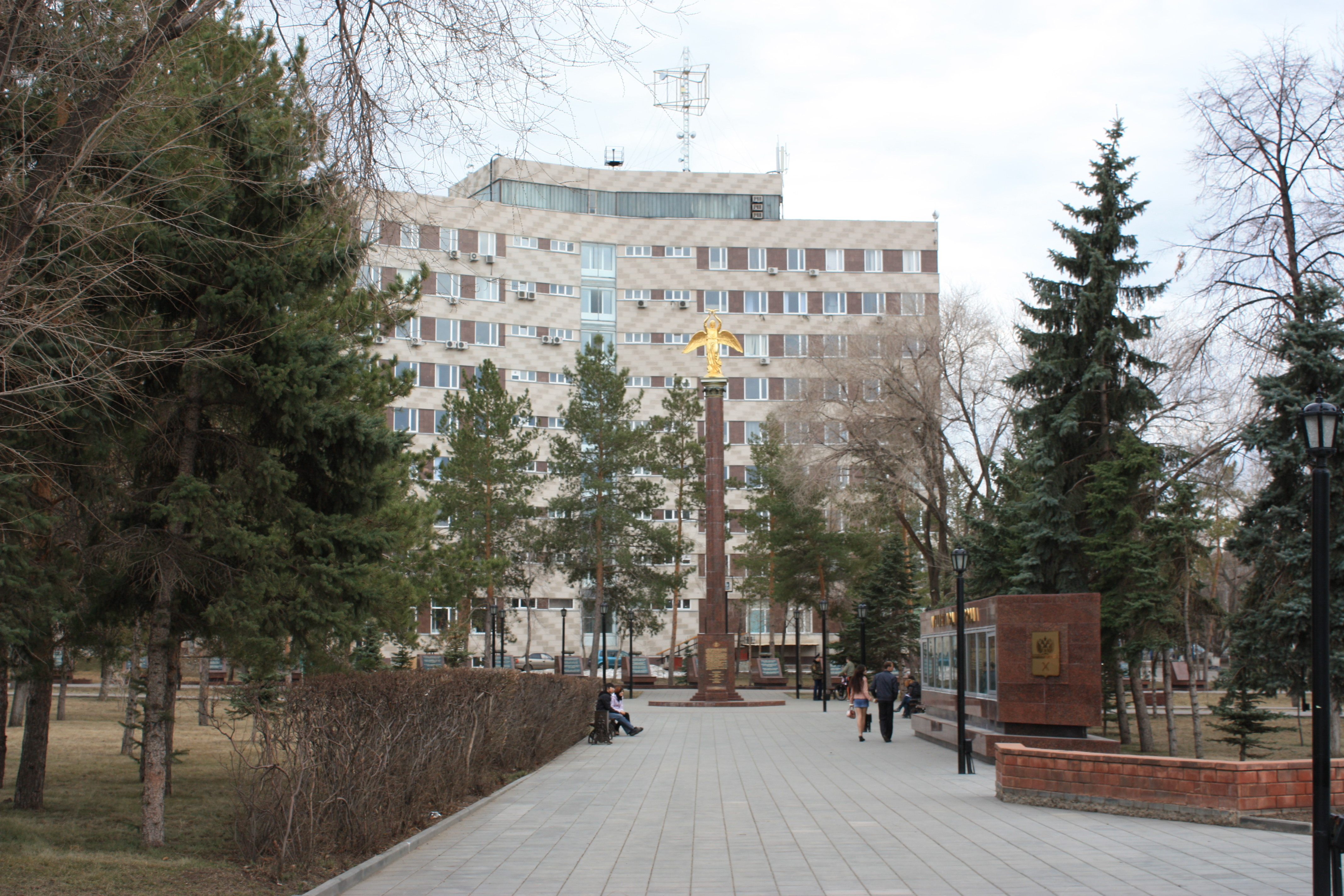
Вид на сквер им. 4 Апреля с Паркового просп.